# Keosauqua
Keosauqua ist eine Stadt (mit dem Status „City“) und Verwaltungssitz des Van Buren County im US-amerikanischen Bundesstaat Iowa. Im Jahr 2010 hatte Keosauqua 1006 Einwohner, deren Zahl sich bis 2013 auf 990 leicht verringerte. Das U.S. Census Bureau hat bei der Volkszählung 2020 eine Einwohnerzahl von 936 ermittelt.

## Geografie
Keosauqua liegt im Südosten Iowas am Des Moines River, einem rechten Nebenfluss des Mississippi. Dieser bildet rund 60 km östlich die Grenze zu Illinois. Die Grenze Iowas zu Missouri verläuft rund 15 km südlich.
Die geografischen Koordinaten von Keosauqua sind 40°43′49″ nördlicher Breite und 91°57′45″ westlicher Länge. Die Stadt erstreckt sich über eine Fläche von 4,07 km² und ist die größte Ortschaft innerhalb der Van Buren Township.
Nachbarorte von Keosauqua sind Birmingham (18,6 km nördlich), Stockport (23,3 km nordöstlich), Bentonsport (11 km östlich), Bonaparte (17,7 km ostsüdöstlich), Farmington (26,7 km südöstlich), Mount Sterling (14,2 km südlich), Cantril (19 km südwestlich), Milton (25,3 km westsüdwestlich), Leando (18,8 km nordwestlich) und Douds (19,7 km in der gleichen Richtung).
Die nächstgelegenen größeren Städte sind Iowa City (146 km nordnordöstlich), Cedar Rapids (186 km in der gleichen Richtung), die Quad Cities in Iowa und Illinois (204 km nordöstlich), Peoria in Illinois (249 km östlich), Illinois’ Hauptstadt Springfield (270 km südöstlich), St. Louis in Missouri (346 km südsüdöstlich), Columbia in Missouri (248 km südlich), Kansas City in Missouri (367 km südwestlich), Nebraskas größte Stadt Omaha (396 km westlich) und Iowas Hauptstadt Des Moines (204 km nordwestlich).

## Verkehr
Der Iowa State Highway 1 führt von Nord nach Süd als Hauptstraße durch das Stadtgebiet von Keosauqua und verlässt die Stadt in südlicher Richtung über eine Brücke über den Des Moines River. Alle weiteren Straßen sind untergeordnete Landstraßen, teils unbefestigte Fahrwege sowie innerörtliche Verbindungsstraßen.
Mit dem Keosauqua Municipal Airport befindet sich im Süden des Stadtgebiets ein kleiner Flugplatz für die Allgemeine Luftfahrt. Die nächsten Verkehrsflughäfen sind der Des Moines International Airport (207 km nordwestlich), der Eastern Iowa Airport in Cedar Rapids (176 km nordnordöstlich), der Quad City International Airport bei Moline in Illinois (214 km nordöstlich) und der Southeast Iowa Regional Airport von Burlington (89 km östlich).

## Bevölkerung
Nach der Volkszählung im Jahr 2010 lebten in Keosauqua 1006 Menschen in 459 Haushalten. Die Bevölkerungsdichte betrug 247,2 Einwohner pro Quadratkilometer. In den 459 Haushalten lebten statistisch je 2,06 Personen.
Ethnisch betrachtet setzte sich die Bevölkerung zusammen aus 97,6 Prozent Weißen, 0,4 Prozent Afroamerikanern, 0,9 Prozent Asiaten sowie 0,1 Prozent (eine Person) aus anderen ethnischen Gruppen; 1,0 Prozent stammten von zwei oder mehr Ethnien ab. Unabhängig von der ethnischen Zugehörigkeit waren 1,1 Prozent der Bevölkerung spanischer oder lateinamerikanischer Abstammung.
17,5 Prozent der Bevölkerung waren unter 18 Jahre alt, 53,7 Prozent waren zwischen 18 und 64 und 28,8 Prozent waren 65 Jahre oder älter. 53,1 Prozent der Bevölkerung waren weiblich.
Das mittlere jährliche Einkommen eines Haushalts lag bei 42.083 USD. Das Pro-Kopf-Einkommen betrug 23.656 USD. 16,1 Prozent der Einwohner lebten unterhalb der Armutsgrenze.

## Bekannte Bewohner
- Augustus Hall (1814–1861) – demokratischer Abgeordneter des US-Repräsentantenhauses (1855–1857) – lebte jahrelang in Keosauqua
- James B. Howell (1816–1880) – republikanischer US-Senator von Iowa (1870–1871) – lebte mehrere Jahre in Keosauqua
- George G. Wright (1820–1896) – republikanischer US-Senator von Iowa (1871–1877) – begann seine Karriere als Anwalt in Keosauqua
- Samuel M. Clark (1842–1900) – republikanischer Abgeordneter des US-Repräsentantenhauses (1895–1899) – geboren und aufgewachsen in Keosauqua
- Edward K. Valentine (1843–1916) – republikanischer Abgeordneter des US-Repräsentantenhauses (1879–1885) – geboren und aufgewachsen in Keosauqua